# Letiště Edmonton
Mezinárodní letiště Edmonton (IATA: YEG, ICAO: CYEG) je hlavní osobní i nákladní letiště, které obsluhuje metropolitní oblast v okolí Edmontonu v kanadské provincii Alberta. Leží asi 26 km jiho jihovýchodně od centra Edmontonu v okrese Leduc naproti městu Leduc. Letiště nabízí pravidelné nepřetržité lety do hlavních měst v Kanadě, Spojených státech, Mexiku, Karibiku, Střední Americe a Evropě.
Letiště je křižovatkou pro severní Albertu a severní Kanadu. Jeho spádová oblast zahrnuje střední a severní Albertu, sever Britské Kolumbie a Yukon, severozápadní území a západní Nunavut. Celková spádová oblast je 1,8 milionu obyvatel. Dle rozlohy jde o největší kanadské letiště, páté v počtu odbavených cestujících a deváté dle pohybů letadel. V roce 2018 zde bylo odbaveno 8 254 121 cestujících.